# المنتقم (أسماء الله الحسنى)

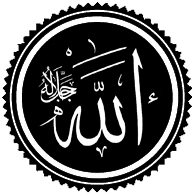

المنتقم هو اسم من أسماء الله الحسنى التسعة والتسعين. و قد أوردها الترمذي في حديث عن أبي هريرة مرفوعا: وذكر فيه من ضمن التسعة والتسعين: المنتقم وذو الجلال والإكرام. لكن العلماء اختلفوا في تصحيح حديث الترمذي هذا، فمنهم من رآه صحيحا ومنهم من اعتبره مدرجا، أي أن أحد من روى عنهم الترمذي هذا الحديث هو الذي اجتهد في استنباط هذه الأسماء من الكتاب والسنة. وعلى تقدير صحة الحديث تكون الأسماء كلها صحيحة ولا يجوز نفي شيء منها، لأن أسماء الله توقيفية ولا يجوز التغيير فيها.
قال ابن تيمية:
| المنتقم (أسماء الله الحسنى) | واسم " المنتقم " ليس من أسماء الله الحسنى الثابتة عن النبي صلى الله عليه و سلم و إنما جاء في القرآن مقيداً كقوله تعالى { إنا من المجرمين منتقمون} و قوله { إن الله عزيز ذو انتقام } . و الحديث الذي في عدد الأسماء الحسنى الذي يذكر فيه " المنتقم " فذكر في سياقه " البر التواب المنتقم العفو الرؤوف " : ليس هو عند أهل المعرفة بالحديث من كلام النبي صلى الله عليه و سلم. | المنتقم (أسماء الله الحسنى) |

.